# 러브 미 이프 유 데어
《러브 미 이프 유 데어》(영어: Love Me If You Dare, 프랑스어: Jeux D'Enfants)는 2003년 작 프랑스의 로맨스, 코미디 영화이다. 얀 사뮈엘이 감독을 맡고, 기욤 카네와 마리옹 코티야르가 주연을 맡아 줄리앙과 소피를 연기하였다.

## 줄거리
소피(아역:조세핀 르바 졸리)는 8살부터 폴란드 소녀란 점 때문에 친구들 사이에서 놀림감으로 지낸다. 그때 줄리앙(아역:티볼트 베르에그)이 사탕 상자를 내밀며 내기를 걸기 시작하고 소피와의 사탕 상자와 내기로 얽힌 인연이 시작된다. 항상 사탕 상자를 가지고 있지 않은 사람이 내기의 주체가 되며 그 사탕 상자를 받기 위해라는 명목하에 기상천외한 일들을 벌리며 사고를 치고 다니고, 두 사람의 가족들에게 항상 억지로 떨어뜨려지기 일쑤이다.
그 와중에 줄리앙의 엄마가 죽게 되고, 외로워하는 줄리앙에게 소피와 노는 것이 허락되면서 그렇게 오랜 세월을 친한 친구로, 내기와 내기가 이어지는 삶으로 그 나름대로 즐겁게 살아간다. 17세가 되었을 때 소피(마리옹 코티야르)는 줄리앙(기욤 까네)에게 이성의 감정을 느끼게 되고, 언제나 당시 상황을 발칵 뒤집어 놓는 내기들 때문에 소피와 줄리앙은 만나고 헤어지기를 반복한다. 그러던 중 소피가 줄리앙의 결혼식까지 방해하는 상황이 벌어지게 되고, 서로 10년간의 절교를 선언하게 된다.
10년 후, 도시 설계사가 된 줄리앙은 행복한 가정과 함께 안정적이고 즐거운 생활을 하고 있다. 그러던 어느 날 어린시절 소피와 함께 가지고 놀았던 사탕 상자가 배달되는데..

## 출연진
- 기욤 카네 (Guillaume Canet) 줄리앙 역
- 마리옹 코티야르 소피 역
- 티보 베르에게 (Thibault Verhaeghe) 8살 줄리앙 역
- 조제핀 르바졸리 (Josephine Lebas-Joly) 8살 소피 역
- 제라르 왓킨스 (Gerard Watkins) 줄리앙 아빠 역
- 에마뉘엘 그롱볼 (Emmanuelle Gronvold) 줄리앙 엄마 역
- 질스 를루슈 (Gilles Lellouche)
- 엘로디에 나바르 (Elodie Navarre)
- 줄리아 포르 (Julia Faure)
- 크리스토프 로시뇽 (Christophe Rossignon)